# 保健政策についてのアデレード勧告
保健政策についてのアデレード勧告（ほけんせいさくのためのアデレードかんこく、Adelaide recommendations on healthy public policy）は、1988年に世界保健機関によって作成された健康づくりについての勧告である。1988年4月5-9日にオーストラリアのアデレードにて開かれた第2回健康づくり国際会議にて勧告された。

## アデレード国際会議
健康づくりのためのオタワ憲章では健康の前提条件と3つの基本戦略、5つの活動領域が示された。5つの活動領域は相互依存的であるが、とりわけ保健政策の制定には、ほかの4つの領域への取り組みを押し広げる役割がある。
保健政策についてのアデレード国際会議では、24カ国から220人の参加者が集まり、保健政策を形成、実施する試みについて分かち合った。保健政策についてのアデレード勧告は、この国際会議での合意を反映している。

## 保健政策
健康づくりにおける保健政策は、保健／医療部門の政策という意味ではなく、政府のすべての領域の政策が、健康を考慮している、という概念である。
アデレード勧告は、保健政策を特徴づけるのは、以下の2つであるとしている。
1. 政府のすべての政策において健康と公平さを考慮していることが明白であるということ
2. 政府が健康への影響の説明責任を果たしていること

保健政策が目指すのは、人々が健康な生活を遅れるよう支援環境を整えることである。そのような政策により人々は健康的な選択をしやすくなる。保健政策は健康を後押しする社会的物理的環境を整える。農業、貿易、教育、産業、通信に携わっている政府は、保健政策を追求するため、すべての政策決定の際に、健康への影響を説明することとなる。あらゆる部門は、政策決定の結果、健康にどのような影響があるのかを説明することとなる。すべての政策決定の際に、経済への影響と同様に健康への影響に注意を払うというのが、保健政策を掲げる政府の基本姿勢である、とされた。

## 保健政策の責任
保健政策のためのアデレード勧告は、国家、地域、地方水準の行政が活動する場合に限り、実現されうる。保健政策は、国家政府から地方自治体まで、すべての行政が責任を負っている。アデレード勧告は、行政は、健康づくりを推進するため、明快な健康目標を設定すべきであるとした。